# El Boalo
El Boalo – miejscowość w centralnej Hiszpanii w północno-zachodniej części regionu wspólnoty autonomicznej Madryt u podnóża gór Sierra de Guadarrama. Nazwa miasta pochodzi jak podaje Słownik języka hiszpańskiego Królewskiej Akademii Hiszpańskiej z przekształcenia słowa boalaje, który bezpośrednio odnosi się do terminu boyal.
Gospodarka i rozwój miasta opiera się głównie na budownictwie oraz w sektorze usług, w szczególności branży hotelarskiej.